# Georgius-Agricola-Gymnasium Chemnitz
Das Georgius-Agricola-Gymnasium ist das älteste Gymnasium der Stadt Chemnitz. Es hat sowohl eine vertieft sprachliche als auch eine naturwissenschaftliche Ausrichtung. Die Schule wurde nach Georgius Agricola benannt. Die vertieft sprachliche Ausrichtung macht das Gymnasium einmalig in Chemnitz und Umkreis.
Beginnend mit einer erhöhten Wochenstundenzahl Englisch in Klasse 5, setzt sich das vertieft sprachliche Profil mit dem Unterricht in der zweiten und dritten Fremdsprache ab Klasse 6 bzw. 8 fort. Zur Wahl stehen hier Latein oder Spanisch sowie Russisch oder Französisch. Des Weiteren finden sowohl in den Natur- als auch in den Geisteswissenschaften einzelne Themenblöcke komplett auf Englisch statt. Das Fach Geografie wird traditionell ab Klasse 7 vollständig auf Englisch unterrichtet. Auch in der Sekundarstufe 2 gibt es im vertieft sprachlichen Profil einige Besonderheiten: Es werden drei Leistungskurse gewählt, wobei Englisch obligatorisch ist. Geschichte und/oder Geografie werden als englischsprachiger Grundkurs besucht. Besonders begabten Schülerinnen und Schülern obliegt die Möglichkeit, das Exzellenzlabel CertiLingua zu erwerben.
Eine Besonderheit neben den bilingualen Sprachklassen ist zum Beispiel eine schuleigene Sternwarte und eine Orgel der renommierten Orgelmanufaktur Jehmlich aus Dresden. Das Gymnasium verfügt über eine moderne und äußerst leistungsfähige IT-Infrastruktur (etwa 100 Computer verteilt auf drei Computerkabinette und Fachräume sowie 8 (teils virtualisierte) Server) auf Linux-Basis. Außerdem besitzt es eine große Bibliothek und einen Bibliothekskatalog (OPAC) für die Buchverwaltung im Intranet der Schule.
Die Schule hat sehr viele Arbeitsgemeinschaften wie z. B. die AG Floorball, Klettern, Schulgeschichte-Spurensuche, Solarauto. 
Das Schulgebäude steht unter Denkmalschutz, es wurde in den vergangenen Jahren saniert.

## Geschichte
Am 13. Oktober 1857 wurde die Realschule unter der Leitung von Direktor Carl August Caspari an der Poststraße eröffnet. 12 Jahre später wurde nach einjähriger Bauzeit ein neues Schulgebäude an der Reitbahnstraße eingeweiht, weil das alte Gebäude wegen der steigenden Schülerzahl zu klein geworden war. 1871 erhielt die Schule den Titel „Realgymnasium I. Ordnung“, wurde aber schon 1884 in „Realgymnasium“ umbenannt. Im Juni 1912 wurde der „Naturwissenschaftliche Verein Chemnitzer Realgymnasiasten“ gegründet. Die Schülerzahlen stiegen erneut, sodass 1914 der Chemnitzer Architekt Emil Ebert den Auftrag zum Bau eines neuen Gebäudes für das Realgymnasium erhielt. Dieser wurde jedoch durch den Ausbruch des Ersten Weltkrieges vorerst nicht begonnen. 1929 konnte schließlich das neue Gebäude des Realgymnasiums ain Form eines neoklassizistischen Klinkerbaus auf dem Gelände des ehemaligen Johannisfriedhof eingeweiht werden.
Die Reliefs und Keramiken am Gebäude stammen vom Chemnitzer Bildhauer Heinrich Brenner, die den Eingang flankierenden Jünglingsplastiken von Bruno Ziegler. Das Modell für eine der Figuren war der Schüler und spätere Physiker Moritz Goldhaber.
Während der Zeit des Nationalsozialismus wurden alle Schülervereine durch das Reichsministerium für Wissenschaft, Erziehung und Volksbildung aufgelöst und 1936 wurden die beiden oberen Jünglingsfiguren auf Betreiben von Schulleiter Kurt Nestler entfernt, da die Modelle beider jüdischer Herkunft waren. 1938 folgte die Umbenennung in „Horst-Wessel-Schule“. 1939/1940 wurden Lehrkräfte und Schüler des Abiturjahrgangs 1941 aufgrund des Ausbruchs des Zweiten Weltkrieges in die Wehrmacht einberufen. Als am 5. März 1945 die Stadt bombardiert wurde, verhinderten Brandwachen größere Schäden am Schulgebäude.

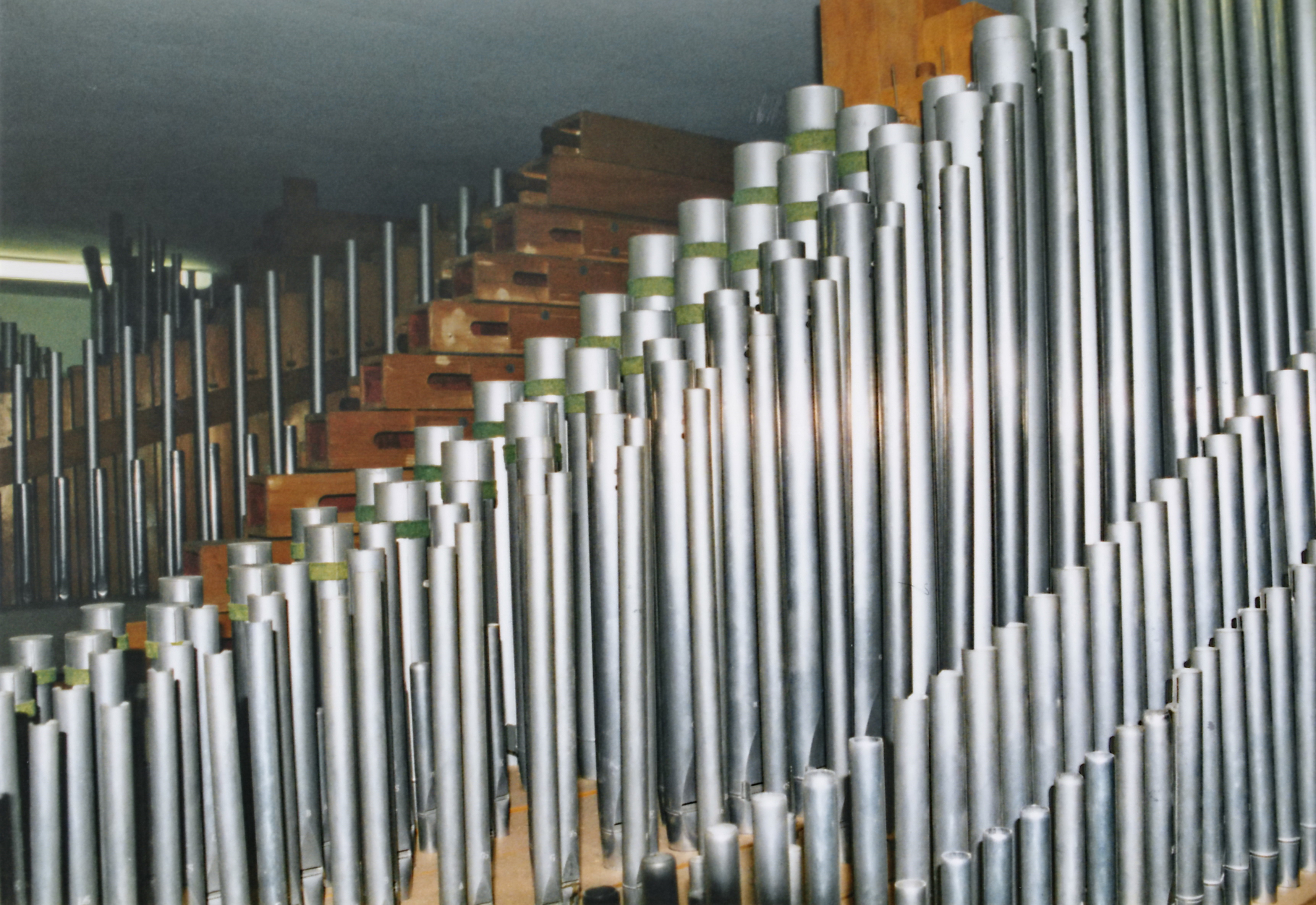
Jehmlich-Orgel (2002)

1946 fanden wieder reguläre Reifeprüfungen statt. Eine weitere Umbenennung – diesmal im sozialistischen Sinn – in „Karl-Marx-Oberschule“ erfolgte 1949 – namensgebend für den Vorzeigecharakter der Schule in der sozialistischen DDR. Die mit der Wende verbundene Neuausrichtung führte 1991 zur Gründung des „Fördervereins Realgymnasium e. V.“ und zum Beginn der Sanierung der Schule. 1992/1993 wurde die Schule ein Gymnasium – verbunden mit der Umbenennung in „Georgius-Agricola-Gymnasium“. Im Jahr 2000 wurden die von Erik Neukirchner neu geschaffenen Portalplastiken (als Ersatz für die in der Nazi-Zeit entfernten) eingeweiht. Weiterhin wurde die Orgel saniert, deren Einweihung ein Jahr später gefeiert werden konnte.
2007 fand die Festwoche „150 Jahre Realgymnasium Chemnitz“ statt und 2017 „160 Jahre“. An Irmtraud Morgner erinnert seit 2023 eine Gedenktafel von Frauenorte Sachsen vor dem heutigen Georgius-Agricola-Gymnasium in Chemnitz, in welcher sie zur Schule ging.

## Bekannte Absolventen

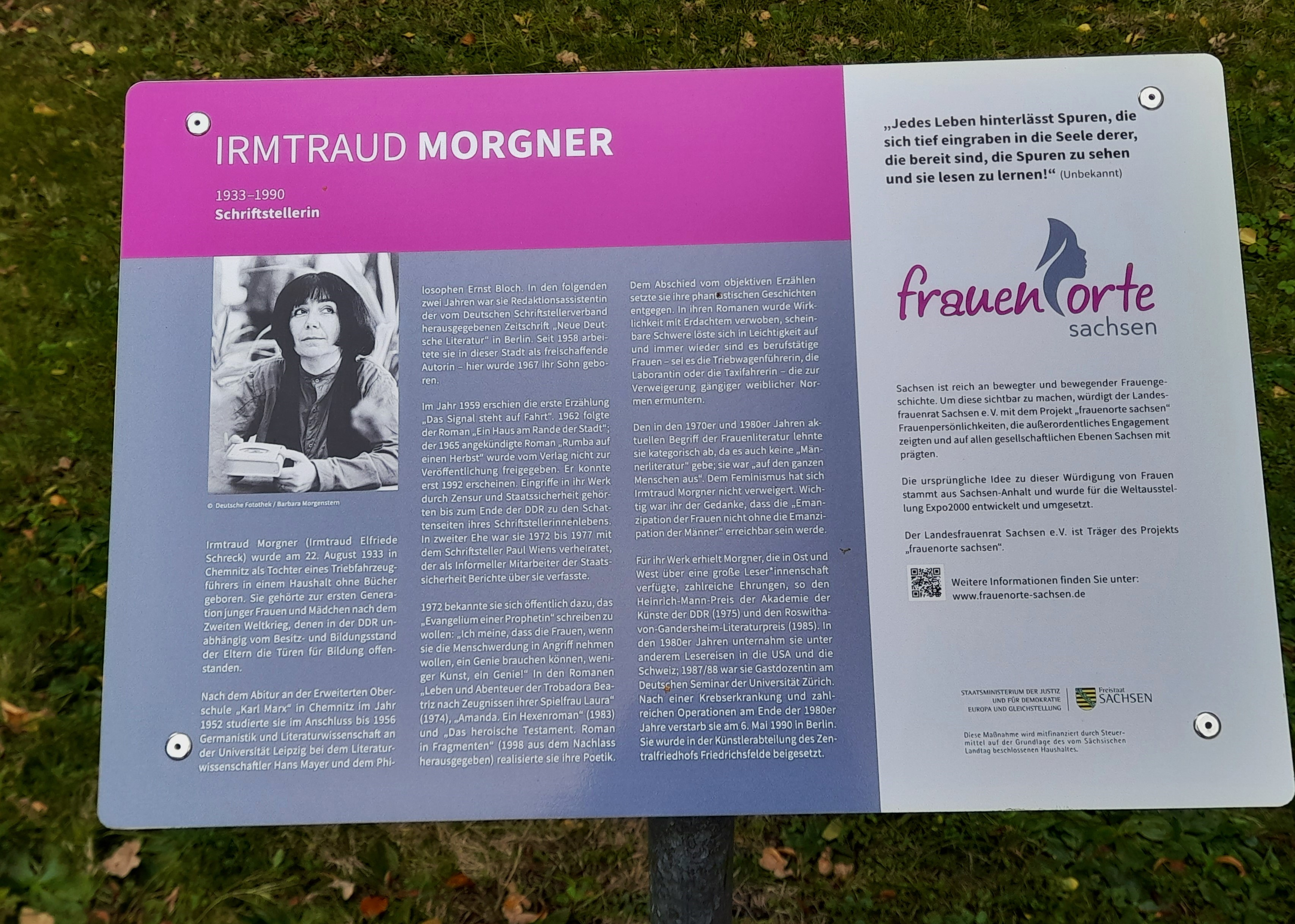
Frauenorte Sachsen, Infotafel Irmtraud Morgner vor dem Georgius-Agricola-Gymnasium in Chemnitz

- Eberhard Aurich (* 1946), Erster Sekretär des Zentralrates der FDJ
- Juliane Fisch (* 1987), Theater- und Fernsehschauspielerin
- Jens Füssel (* 1957), Medizintechniker
- Thomas Geßner (1954–2016), Physiker
- Maurice Goldhaber (1911–2011), Atomphysiker
- Arthur Haferkorn (1860–1923), Maler, Zeichner, Pädagoge
- Erika Harbort (* 1954), Bildhauerin und Malerin
- Eberhard Hasche (1920–1973), Chirurg an der Charité und in Bad Berka
- Erich Heckel (1883–1970), Maler und Grafiker
- Wolfgang Heiderich (* 1932), Schauspieler und Regisseur
- Karlheinz Hengst (* 1934), Sprachwissenschaftler und Volkskammerabgeordneter
- Jürgen Hering (* 1937), Bibliothekswissenschaftler
- Ernst Ludwig Kirchner (1880–1938), Maler und Grafiker
- Irmtraud Morgner (1933–1990), Schriftstellerin
- Michael Morgner (* 1942), Maler und Grafiker
- Wieland Müller (* 1955), Opernsänger
- Carsten Nicolai (* 1965), Künstler und Musiker
- Olaf Nicolai (* 1962), Künstler
- Dieter Noll (1927–2008), Schriftsteller
- Joachim Oelsner (* 1932), Orientalist
- Stephan Tanneberger (1935–2018), Arzt und Krebsforscher
- Herbert Theile (1930–2022), Arzt und Humangenetiker
- Siegfried Thiele (1934–2024), Komponist
- Harry Trumpold (1928–2012), Hochschullehrer und Volkskammerabgeordneter
- Joachim Walther (1943–2020), Schriftsteller
- Folker Weißgerber (1941–2007), ehemaliger VW-Konzernvorstand
- Karola Wille (* 1959), Intendantin des Mitteldeutschen Rundfunks
- Harry Wünsche (1929–2008), Völkerrechtler

## Bekannte Lehrer
- Friedrich Dittes (1829–1896), Pädagoge, Reformer des österreichischen Schulwesens
- Fedor Flinzer (1832–1911), Autor, Pädagoge und einer der bedeutendsten Illustratoren der Gründerjahre